# Ludovico Gonzaga-Nevers
Ludovico Gonzaga, noto anche come Luigi IV (Mantova, 18 settembre 1539 – Nesle, 23 ottobre 1595), fu signore de La Guerche e Solarolo, poi duca di Nevers dal 1565 e duca di Rethel dal 1581 fino alla sua morte.

## Biografia

### Giovinezza
Figlio terzogenito di Federico II Gonzaga, duca di Mantova e marchese di Monferrato, e di Margherita Paleologa del Monferrato (deceduta nel 1566).
Si recò a 10 anni a Parigi per prendere possesso dei beni che la nonna materna, Anna d'Alençon, vedova di Guglielmo IX Paleologo, marchese del Monferrato, gli aveva lasciato in eredità. Dal padre ereditò la signoria di Solarolo, ma la vendette alla Santa Sede nel 1574.
Entrato nell'esercito di Enrico II di Francia, combatté nella Battaglia di San Quintino del 1557 ove fu fatto prigioniero dagli spagnoli.

### Matrimonio

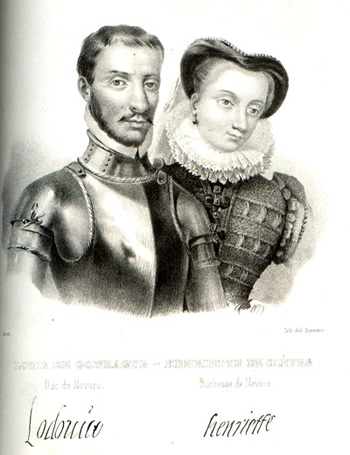
Ludovico Gonzaga e Enrichetta di Cléves, duchi di Nevers, litografia del XIX secolo.

Sposò quindi il 4 marzo 1565 Enrichetta di Cléves, erede della casata di Nevers e Rethel, divenendo così, jure uxoris, duca di Nevers e conte di Rethel, titolo poi elevato anch'esso al rango ducale da Enrico III, nel 1581.

### In Francia
Confidente di Caterina de' Medici, consorte del re Enrico II, fu uno degli organizzatori della Strage di San Bartolomeo, avvenuta nel 1572.

Fu dignitario e diplomatico dei re di Francia Enrico III ed Enrico IV.
Nel 1580 istituì l'Ordine cavallaresco del Cordone Giallo in occasione della nascita del primogenito Carlo I, venne dallo stesso riconfermato nel 1599 in occasione del matrimonio con Caterina di Lorena. Fece da padrino a Francesco IV Gonzaga il giorno del suo battesimo, in rappresentanza agli altri due padrini Filippo II di Spagna e Enrico III di Francia.
Ludovico morì nel 1595 e da esso ebbe origine il ramo dei Gonzaga di Nevers.

## Priorato di Sion
Ludovico Gonzaga è stato indicato come il 15ª Gran Maestro (dal 1575 al 1595) del leggendario Priorato di Sion, secondo la prima lista compilata da Pierre Plantard.

## Discendenza
Ludovico ed Enrichetta ebbero cinque figli:
- Caterina (1568-1629) che sposò, nel 1588, Enrico d'Orléans (1568 - 1595), duca di Longueville;
- Maria Enrichetta (1571-1601) che sposò, nel 1599, Enrico di Lorena, duca di Mayenne e d'Aiguillon;
- Federico (1573-1574);
- Francesco (1576-1580);
- Carlo (1580-1637) che gli succederà e diventerà (1627) duca di Mantova, succedendo a Vincenzo II Gonzaga, ultimo discendente della linea diretta dei Gonzaga.

## Ascendenza
|                             |                              |                                 | Genitori                         |  |  | Nonni |  |  | Bisnonni           |  |  | Trisnonni           |  |
|                             |                              |                                 |                                  |  |  |       |  |  | Federico I Gonzaga |  |  | Ludovico II Gonzaga |  |
|                             |                              |                                 |                                  |  |  |       |  |  | Federico I Gonzaga |  |  | Ludovico II Gonzaga |  |
|                             |                              | Barbara di Brandeburgo          |                                  |  |  |       |  |  | Federico I Gonzaga |  |  |                     |  |
| Francesco II Gonzaga        |                              |                                 |                                  |  |  |       |  |  | Federico I Gonzaga |  |  |                     |  |
|                             |                              | Margherita di Baviera           | Alberto III di Baviera           |  |  |       |  |  |                    |  |  |                     |  |
|                             |                              | Margherita di Baviera           | Alberto III di Baviera           |  |  |       |  |  |                    |  |  |                     |  |
|                             |                              | Margherita di Baviera           | Anna di Braunschweig-Grubenhagen |  |  |       |  |  |                    |  |  |                     |  |
| Federico II Gonzaga         |                              | Margherita di Baviera           |                                  |  |  |       |  |  |                    |  |  |                     |  |
|                             |                              | Ercole I d'Este                 | Niccolò III d'Este               |  |  |       |  |  |                    |  |  |                     |  |
|                             |                              | Ercole I d'Este                 | Niccolò III d'Este               |  |  |       |  |  |                    |  |  |                     |  |
|                             |                              | Ercole I d'Este                 | Ricciarda di Saluzzo             |  |  |       |  |  |                    |  |  |                     |  |
| Isabella d'Este             |                              | Ercole I d'Este                 |                                  |  |  |       |  |  |                    |  |  |                     |  |
|                             |                              | Eleonora d'Aragona              | Ferdinando I di Napoli           |  |  |       |  |  |                    |  |  |                     |  |
|                             |                              | Eleonora d'Aragona              | Ferdinando I di Napoli           |  |  |       |  |  |                    |  |  |                     |  |
|                             |                              | Eleonora d'Aragona              | Isabella di Chiaromonte          |  |  |       |  |  |                    |  |  |                     |  |
| Ludovico Gonzaga-Nevers     |                              | Eleonora d'Aragona              |                                  |  |  |       |  |  |                    |  |  |                     |  |
|                             | Bonifacio III del Monferrato | Giovanni Giacomo del Monferrato |                                  |  |  |       |  |  |                    |  |  |                     |  |
|                             | Bonifacio III del Monferrato | Giovanni Giacomo del Monferrato |                                  |  |  |       |  |  |                    |  |  |                     |  |
|                             | Bonifacio III del Monferrato | Giovanna di Savoia              |                                  |  |  |       |  |  |                    |  |  |                     |  |
| Guglielmo IX del Monferrato | Bonifacio III del Monferrato |                                 |                                  |  |  |       |  |  |                    |  |  |                     |  |
|                             |                              | Maria Branković                 | Stefan III Branković             |  |  |       |  |  |                    |  |  |                     |  |
|                             |                              | Maria Branković                 | Stefan III Branković             |  |  |       |  |  |                    |  |  |                     |  |
|                             |                              | Maria Branković                 | Angelina Arianit Komneni         |  |  |       |  |  |                    |  |  |                     |  |
| Margherita Paleologa        |                              | Maria Branković                 |                                  |  |  |       |  |  |                    |  |  |                     |  |
|                             |                              | Renato d'Alençon                | Giovanni II d'Alençon            |  |  |       |  |  |                    |  |  |                     |  |
|                             |                              | Renato d'Alençon                | Giovanni II d'Alençon            |  |  |       |  |  |                    |  |  |                     |  |
|                             |                              | Renato d'Alençon                | Maria d'Armagnac                 |  |  |       |  |  |                    |  |  |                     |  |
| Anna d'Alençon              |                              | Renato d'Alençon                |                                  |  |  |       |  |  |                    |  |  |                     |  |
|                             |                              | Margherita di Lorena            | Federico II di Vaudémont         |  |  |       |  |  |                    |  |  |                     |  |
|                             |                              | Margherita di Lorena            | Federico II di Vaudémont         |  |  |       |  |  |                    |  |  |                     |  |
|                             |                              | Margherita di Lorena            | Iolanda d'Angiò                  |  |  |       |  |  |                    |  |  |                     |  |
|                             |                              | Margherita di Lorena            |                                  |  |  |       |  |  |                    |  |  |                     |  |